# Ридли, Филип
Фи́лип Ри́дли (англ. Philip Ridley, род. 1964) — британский драматург. Также пишет прозу для детей и взрослых, сочиняет стихи и песни, сценарии, снимает фильмы, выставляется как фотограф и художник. За такую разносторонность был назван «культурной революцией в одном лице», а по собственному определению является «рассказчиком».

## Биография
Филип Ридли родился 29 декабря 1964 года в районе Бетнел-Грин лондонского Ист-Энда, с которым связаны его дальнейшие жизнь и творчество. Будучи астматиком, в детстве он не посещал школу и занимался самообразованием. В студенческие годы во время обучения живописи в школе искусств Сент-Мартинс (Saint Martin’s School of Art) Ридли основал театральную труппу. Он участвовал в её постановках как актёр, писал монологи, музыку, занимался дизайном костюмов и декораций.

### Театр
Первая пьеса Ридли The Pitchfork Disney была поставлена в 1991 году на сцене лондонского театра «Буш» (Bush Theatre). Драматург привлёк внимание публики и критики смелым обращением с темами насилия и сексуальности, но не избежал и осуждающих моральных оценок со стороны рецензентов. Повышенный интерес к тёмным сторонам человеческой натуры характерен и для последовавших затем пьес The Fastest Clock in the Universe (1992) и Ghost from a Perfect Place (1994), поставленных в театре «Хэмпстед» (Hampstead Theatre). Все вместе они образуют так называемую «Ист-Эндскую трилогию» (East End trilogy), хотя отсылок к реалиям Ист-Энда в них немного.
В дальнейшем Ридли ушёл от радикализма своих ранних работ в сторону более реалистичных и психологически выверенных пьес, сохранив при этом свойственные ему метафоричность и богатую вербальную образность, и сконцентрировался на проблематике семейных, братских отношений. В таком ключе написаны Vincent River (2000), Mercury Fur (2005), Leaves of Glass (2007), Piranha Heights (2008). Отдельное место в творчестве Ридли занимают пьесы для детской и юношеской аудитории — Sparkleshark (1997), Fairytaleheart (1998), Brokenville (2003), Karamazoo (2004), Moonfleece (2004). В них драматург в первую очередь предстаёт рассказчиком историй. Спектакли по «детским» пьесам Ридли шли в Королевском национальном театре Лондона (Royal National Theatre).

### Кино
В кино Ридли громко заявил о себе в 1990 году, когда на британские экраны вышла снятая по его сценарию картина «Братья Крей» (The Krays) режиссёра Питера Медака. Её героями стали печально известные в 1960-е ист-эндские гангстеры-близнецы Ронни и Реджи Крей. Отталкиваясь от реальных фактов, Ридли создал, по собственным словам, страшную сказку в духе братьев Гримм, действие которой происходит в мифологизированном Ист-Энде. В том же году представил на «Неделе критики» Каннского кинофестиваля свой полнометражный режиссёрский дебют «Зеркальная кожа» (The Reflecting Skin), отмеченный многочисленными призами. Второй полный метр Ридли «Тёмный полдень» (The Passion of Darkly Noon, 1995) взял приз за режиссуру на фестивале «Фанташпорту». Сценарии к своим фильмам писал сам. После продолжительной паузы появилась третья киноработа Ридли — хоррор «Бессердечный» (Heartless, 2009), который принёс создателю главный приз и новую режиссёрскую награду на «Фанташпорту».

## Ридли в России
В России Филип Ридли получил известность в начале 2000-х годов как прозаик после выхода в издательстве «Kolonna publications» повести «Крокодилия» и нескольких рассказов из сборника «Полёт фламинго» — произведений, которые на родине автора прошли почти незамеченными. Как вспоминал переводчик Дмитрий Волчек, этот успех стал неожиданностью для российского издателя, поражённого обилием отзывов: «Про нашего зайчика Ридли пишут в газетах, как про толстопузого Умберто Эко». Так, «Книжная витрина» сообщала: «В великолепном переводе Дмитрия Волчека перед нами предстает текст строгий, лаконичный, драматический. <…> Абсолютно живая, трепещущая проза. Почти икона».
С другой стороны, как драматург Филип Ридли, имеющий в Великобритании репутацию гения, не востребован российским театром. По инициативе британцев в 2006 году в рамках фестиваля британской драмы в России показали спектакль по его пьесе для детей «Брокенвиль/Разрушенск», постановку осуществил тольяттинский ТЮЗ. Перевод пьесы вошёл в «Антологию современной британской драматургии», выпущенную издательством «Новое литературное обозрение» в 2008 году. На русский язык также переведена «взрослая» пьеса Ридли «Стеклянные листья». Журнал «Современная драматургия» в заметке, предваряющей указанную публикацию, удостоил автора сравнения с Чеховым, поскольку в «Стеклянных листьях» также «мало внешних событий и много разговоров (правда, агрессивных и взвинченных), герои часто пьют чай и едят печенье, а в это время <…> происходит убийство…»
Список публикаций в России
- Башни веры = Towers of Belief // Иностранная литература  / Пер. с англ. Дмитрия Волчека. — 1996. — № 6. — С. 29–39. — ISSN 0130-6545.
- Крокодилия = Crocodilia / Пер. с англ. Дмитрия Волчека. — Тверь: Kolonna publications, 1999. — 224 с. — (Тематическая серия). — 1000 экз. — ISBN 5-88653-016-9.
- Страх гиацинтов = The Fear of Hyacinths / Пер. с англ. Дмитрия Волчека. — Тверь: Kolonna publications, 2003. — 288 с. — (Vasa Iniquitatis). — 1000 экз. — ISBN 5-98144-005-8.
- Брокенвиль (Разрушенск) = Brokenville // Антология современной британской драматургии  / Пер. с англ. Марии Баевой, Елены Гурченковой и Оксаны Куприяновой. — Новое литературное обозрение, 2008. — С. 493–582. — ISBN 978-5-86793-602-0.
- Стеклянные листья = Leaves of Glass // Современная драматургия  / Пер. с англ. Веры Добродар. — 2013 (октябрь — декабрь). — Вып. 4. — С. 105–131. — ISSN 0207-7698.